# Oleksandr Ossezkyj

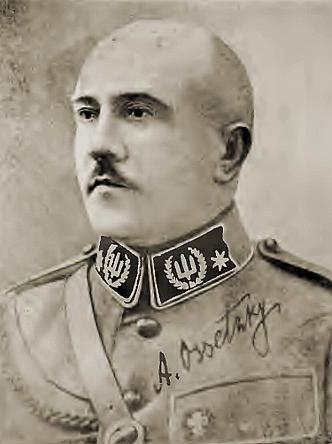
Oleksandr Ossezkyj 1920

Oleksandr Wiktorowytsch Ossezkyj (ukrainisch Олександр Вікторович Осецький; * 12. Junijul. / 24. Juni 1873greg. in Kremenez, Gouvernement Wolhynien, Russisches Kaiserreich; † 26. Februar 1937 in Paris, Frankreich) war ein ukrainischer General und Verteidigungsminister.

## Leben
Oleksandr Ossezkyj diente während des Ersten Weltkrieges als Offizier in der Kaiserlich Russischen Armee. Nach der Oktoberrevolution schloss er sich der Armee der ukrainischen Volksrepublik an, wo er leitende Positionen einnahm. Von Dezember 1918 bis Januar 1919 war er Verteidigungsminister der Ukrainischen Volksrepublik (UVR) und anschließend war er im Ukrainischen Staat Kommandeur der Cholm-Abteilung in den Kriegshandlungen in der Ukraine und Militärführer im Polnisch-Ukrainischen Krieg. 1920 war er Kopf einer militärisch-diplomatischen Mission der UVR in Belgien. Nach Auflösung der Ukrainischen Volksrepublik emigrierte er in den Westen und starb 1937 in Paris.